# Kriegsgefangenenlager Fanara
Das britische Kriegsgefangenenlager Fanara in Ägypten bestand von 1945 bis 1948. Dort waren über 10.000 ehemalige deutsche Wehrmachtsangehörige interniert.

## Lage
Das Prisoner of War Camp 307 (P.O.W. 307, später 380) Fanāra lag am Großen Bittersee, etwa 35 Kilometer südlich von Ismailia.
In Ägypten gab es außerdem noch britische Kriegsgefangenenlager in Heluan (304), Tell-el-Kebir (305), Fayid am Bittersee (306, 308, 309?, 368), Gineifa am Bittersee (310), Quassassin (379) und El Dabaa (381, 382, 383).

## Geschichte
Das Kriegsgefangenenlager Fanara wurde etwa Anfang 1945 durch die britischen Militärbehörden eröffnet. Im März 1945 waren dort 10.471 ehemalige deutsche Wehrmachtsangehörige interniert, von denen die meisten 1944 in Italien gefangen genommen worden waren und zunächst dort interniert waren.
Das POW 307/380 gehörte zu den größten in Ägypten. Die Insassen waren in Einheiten zu etwa 400 Mann eingeteilt. Sie konnten außerhalb des Lagers in verschiedenen Bereichen vor allem für die britische Armee arbeiten.
Es gab eine Selbstverwaltung der Gefangenen, aber trotzdem auch tägliche Inspektionen durch die britischen Verantwortlichen.
Gegen die Mangelernährung durch fehlendes Gemüse wurden Vitamintabletten gegeben. Bei der Rückkehr nach der Arbeit wurden deshalb öfter Lebensmittel in das Lager geschmuggelt.
Es gab viele Sport- und Kulturangebote, ein Theater „Edelweiß“, Kino, Rundfunk und viele Lagerzeitungen, was vor allem auf das Engagement des Training Adviser Adolf Sindler zurückzuführen war. Er legte auch einen großen Wert auf eine politische Umerziehung und kulturelle und ethische Bildung.
1947 wurde die Bezeichnung in P.O.W. 380 geändert. Erst 1948 wurden die meisten deutschen Kriegsgefangenen entlassen, da ihre Arbeitskraft bis dahin gebraucht wurde. Bald danach wurde das Lager wahrscheinlich geschlossen.

## Publikationen (Auswahl)
Im Lager Fanara wurden über 25 deutsche Lagerzeitungen gedruckt, die vor allem künstlerisch ausgerichtet waren. Sie erschienen alle im Verlag der Tribüne. Einige sind digitalisiert. Zu den vielen Beteiligten gehörten Friedrich Sally Grosshut und Ludwig Strauß.
Zeitungen und Sammelbände
- Tägliche Rundschau. 17. März 1946–3. März 1948, mit Beilage Mit Lasso und Blitzlicht. Im Dschungel des Kriegsgefangenen-Alltagslebens. 1947–1948.
- Tribüne. Zeitschrift des Lagers 307. 1946–1947, anfangs Wochenblatt, vor allem mit Lyrik, Prosa und Grafiken, mit Beilage Kaffee-Zeitung. Fachblatt für Kultur und politische Zuckerwaren. 1947.
- Der Pflug. Zeitschrift für kriegsgefangene Offiziere des Lagers 380, 1.1946–14.1948.
- Sport-Kurier. Illustriertes Wochenblatt für Willensbildung, Geistesschulung und Körperkultur. 1946–1948.
- Schlemihl. Blatt für Humor im Kriegsgefangenenlager 307, (dann ... 380), 1946–1947, 8 Ausgaben.
- Die Kunst. Malerei, Musik und Theater. 1946–1947.
- Der wirklich demokratische Staatsanzeiger. 1946–1947.
- Freier Blick. 1946–1948, zeitweise Wochenschrift, Halbmonatsschrift, herausgegeben von der Arbeitsgemeinschaft Freier Blick.
- Mädchen und Frau. Zeitung im Dienste der Frauenehre. 1.1946–2.1947,10.
- Die Gegenwart. 1946–1947, 5 Ausgaben.
- Die Wende. 1946, monatlich geplant, eine Ausgabe bekannt.
- 380 früher 307 in Wort und Ton. Funkzeitschrift für Belehrung und Unterhaltung, 1947–1948.
- Jugend. Zeitschrift der deutschen Jugend im Umbruch. 1947–1948, mit Beiträgen von Freunden der Jugend.
- Gott und das All. Studien zur reinen  Religion und Weltanschauung. 1947.
- Mensch und Wissen. In: Zeitschrift für Wissenschaft, Technik, Forschung, Entwicklung. 1947, 6 Ausgaben.
- Selbsterziehung. Blätter für psychologisch geleitete Gruppenumerziehung und Massenbeeinflussung. 1947.
- Sendbriefe Kriegsgefangener an die Heimat. 1947–1948, hrsg. von Dr. med et phil Adolf Sindler.
- Mäuschen. Lagerzeitung der Independend German P. W. Working Company 2781. 1947–1948, zuerst Lilliput. Zeitschrift der Arbeitskompanie 2781, 7 Ausgaben.
- München. Lagerzeitung der Independent German P. W. Workimg Coy.. 1947–1948.
- Bittersee-Post. Kompanie-Zeitung der 2720 Ind. Germ. P. w  W. Wkg. Coy., 1.1947/1948.
- Anglikana. Sammlung des Besten aus Veröffentlichungen deutscher Kriegsgefangener aus England. 1947, zwei Sammelbände.
- Brighter and lighter. English for students of 380 P. W. Camp. 1947, 13 Ausgaben, Sprachlehrzeitschrift.

Weitere Publikationen
- Adolf Sindler: 4 Monate „neue Erziehung“. Tätigkeitsbericht der PID-Mission im Lager 307 ME. 1946, 50 Blatt, Manuskript, im Deutschen Exilarchiv[6]